# 31203 Hersman
31203 Hersman è un asteroide della fascia principale. Scoperto nel 1998, presenta un'orbita caratterizzata da un semiasse maggiore pari a 2,9215389 UA e da un'eccentricità di 0,0848362, inclinata di 2,64653° rispetto all'eclittica.